# Роман, Павел
Павел Роман (25 января 1943, Оломоуц — 30 января 1972) — чехословацкий фигурист выступавший в танцах на льду со своей сестрой Евой Романовой. Они четырёхкратные чемпионы мира и двукратные чемпионы Европы.

## Биография
Ева и Павел стали заниматься танцами на льду, когда ей было тринадцать, а ему пятнадцать лет. До этого они пробовали себя в парном катании, но особых успехов не достигли.
В начале 1960-х, под руководством опытного тренера и тонкого знатока танцев Милы Новаковой они приступают к изучению техники танцев. Интересно, что М.Новаковой предложил заниматься с детьми их отец, просто раздобыв где-то телефон тренера.
Им нравились бурные латиноамериканские ритмы, а на фоне традиционно «паркетной» танцевальной музыки их постановки звучали вызывающе. Так что ребятам не сразу сопутствовал успех, пришлось отстаивать свои творческие взгляды.
Первая завоеванная медаль — бронза чемпионата Европы 1962 года. На чемпионате мира того же года в Праге они, неожиданно для всех, становятся первыми. Это было необычно для танцевальных соревнований того времени, традиционно чемпионы Европы выигрывали и чемпионат мира, а чтобы первой стала третья европейская пара — такое случилось в первый раз. И это событие дало толчок к рождению нового танцевального направления.
Однако верхняя ступенька пьедестала чемпионата Европы не покорилась им следующем году — они стали вторыми. Но Ева и Павел смогли быстро собраться и на чемпионате мира того же года они снова первые. И два следующих сезона брат и сестра Романовы занимали первые места на чемпионатах и Европы и мира. (Танцы на льду не были включены в программы Олимпийских игр в то время)
Окончив любительскую карьеру, они выступали в шоу-ревю «Holiday on Ice».
Роман погиб в автокатастрофе, спустя несколько дней после своего 29-летия, когда развозил гостей после праздника.

## Спортивные достижения
| Соревнования      | 1958-59 | 1959-60 | 1960-61 | 1961-62 | 1962-63 | 1963-64 | 1964-65 |
| ----------------- | ------- | ------- | ------- | ------- | ------- | ------- | ------- |
| Чемпионаты мира   |         |         |         | 1       | 1       | 1       | 1       |
| Чемпионаты Европы | 7       | 7       | 5       | 3       | 2       | 1       | 1       |